# Маринченский
Маринченский — хутор в Миллеровском районе Ростовской области, недалеко от границы с Украиной. Входит в состав Волошинского сельского поселения.

## География
На хуторе имеется одна улица: Меловая.

## Население
| 2010 |
| ---- |
| 2    |